# Сєров Валентин Олександрович
Валенти́н Олекса́ндрович Сєро́в (рос. Валентин Олександрович Серов; нар. 7 (19) січня 1865, Петербург, Російська імперія — пом. 22 листопада (5 грудня) 1911, Москва, Російська імперія) — російський художник кінця 19 — початку 20 ст., представник російської гілки імпресіонізму. Малював портрети, побутові картини, пейзажі. Зробив спроби в стінопису. Надзвичайно обдарований художник-графік.

## Життєпис
Народився в артистичній родині. Мати, Валентина Сєрова (до шлюбу Бергман) була піаністкою, першою у Росії жінкою-композиторкою, батько, Олександр Сєров — композитором. Через деякий час після смерті батька у 1871 році, Валентин з матір'ю перебралися до Мюнхена. Мати більше уваги приділяла творчості, тому дитина відчувала себе покинутою. Підлітка пам'ятають похмурим, мовчазним, малоконтактним. Про невеселе дитинство та юність майбутнього художника свідчать і його ранішні графічні автопортрети, яких він зробив декілька. Однак саме матір майбутнього художника помітила його нахил до малювання і віддала Валентина у навчання до німецького гравера Карла Кьоппінга.
В класичній гімназії закінчив лише три класи і покинув її. Художнє навчання почав у 1878 у Іллі Рєпіна, в родині якого і жив 2 роки. Рєпін брав з собою підлітка на відвідини в різні родини, в тому числі в палац мільйонера Сави Мамонтова (1841—1918), відомого мецената і покровителя оперних співаків і художників. Відвідували Рєпін і Сєров і садибу Абрамцево, що належала родині Мамонтових. Молодь брала участь у домашніх виставах. Окрім вистав, Сєров малював. Саме в садибі Абрамцево він напише перші значні твори — «Дівчина, осяяна сонцем» та «Дівчина з персиками», 1887. От що він сказав про картину «Дівчина, осяяна сонцем», яку він сам вважав найвизначішою своєю роботою.
|  | «У нинішньому столітті пишуть все важке, нічого відрадного. Я хочу, хочу відрадного і писатиму лише відрадне» |

У 1880 по рекомендації Рєпіна, Сєров вступив до Імператорської Академії мистецтв. Головним наставником в академії був П. П. Чистяков, другорядний художник, але цікавий педагог. Саме у нього навчався і Врубель.
У 1884 залишив Академію та почав працювати самостійно.
Рано перетворився на видатного художника. Пройшовши могутню художню школу у Іллі Рєпіна, доброго малювальника, він вдосконалював мистецтво малювання усе життя. Він з тих, чиї малюнки дорівнюють картинам олійними фарбами і мають окрему мистецьку вартість.
У 1892 році харківське дворянство замовило художникові картину «Імператор Олександр III з сім'єю» — на честь порятунку царської сім'ї при краху поїзда на станції Борки. Так почалася ціла серія портретів імператорської сім'ї.
У дарунок дружині Миколая ІІ Олександрі Федорівні Сєров написав «домашній» портрет Миколи II в тужурці.
Через роки Костянтин Коровін писав про цей портрет:
|  | «Серов першим з художників уловив і зберіг на полотні м'якість, інтелігентність і в той же час слабкість імператора». |

Валентин Серов був членом Товариства пересувних художніх виставок. Проте після розколу суспільства Сєров, Левітан, Архипов, Васнецов і деякі інші художники вийшли з його складу. У 1898 році з'явилося нове об'єднання художників — «Світ мистецтва», в цю групу увійшов і Серов.
Після смерті Павла Третьякова Серова вибрали членом ради Третьяковськой галереї — він залишався їм до кінця життя. З 1898 по 1909 рік художник викладав в Московській школі живопис, творення і архітектури — керував натурній майстерні. Багато художників, серед яких, — Кузьма Петров-Водкін, Павло Кузнецов і Мартірос Сарьян — вважали Серова своїм головним вчителем і наставником.
У 1910-і роки Валентин Серов співробітничав з Сергієм Дягилєвим у його Російських сезонах. Він написав портрет Дягилєва, афішу балету з  Ганною Павловою і відоме полотно з голою Ідою Рубінштейн. Театральні афіші Сєрова стали новим словом в російському мистецтві, як новим словом в мистецтві Франції стали афіші Тулуз-Лотрека (1864—1901).
У 1911 році Валентин Серов помер від серцевого нападу.

## Графічні самопортрети
Малюнки Сєрова значно розширились технічно - від швидких замальовок до академічно пророблених творів і малюнків-портретів, де завдання передати індивідуальність — головує, інакше це не портрет конкретної людини. Відсутність моделей спонукає митця малювати автопортрети. Була створена низка графічних автопортретів - від раннього, несміливого в лініях («Автопортрет в 15-річному віці», 1880 р.) до майстерного, з добре проробленим обличчям і першими вусами, з фрагментарністю торсу і артистичною незавершеністю («Автопортрет», 1887 р., графітовий олівець).

«Автопортрет в 15-річному віці», 1880
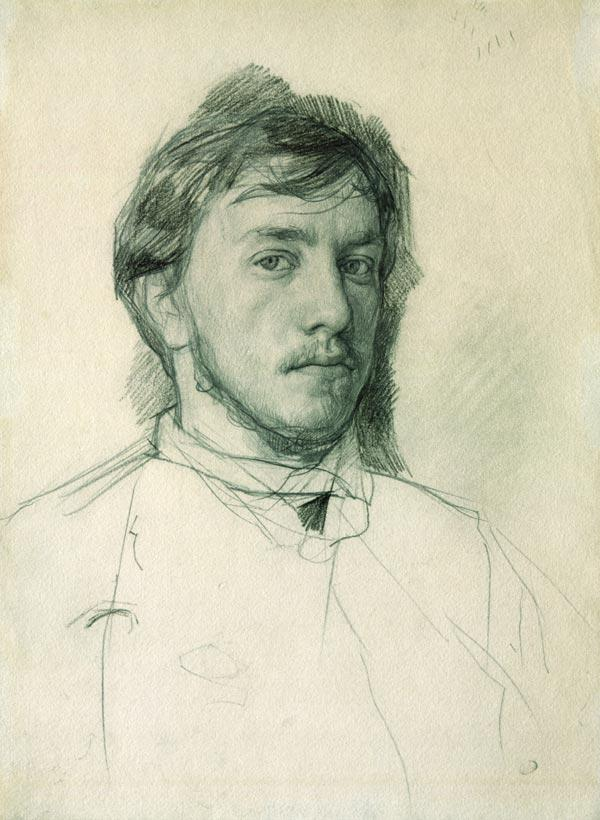
«Автопортрет», 1883, Держ. Російський музей
«Автопортрет», 1887

## Друкована графіка Валентина Сєрова

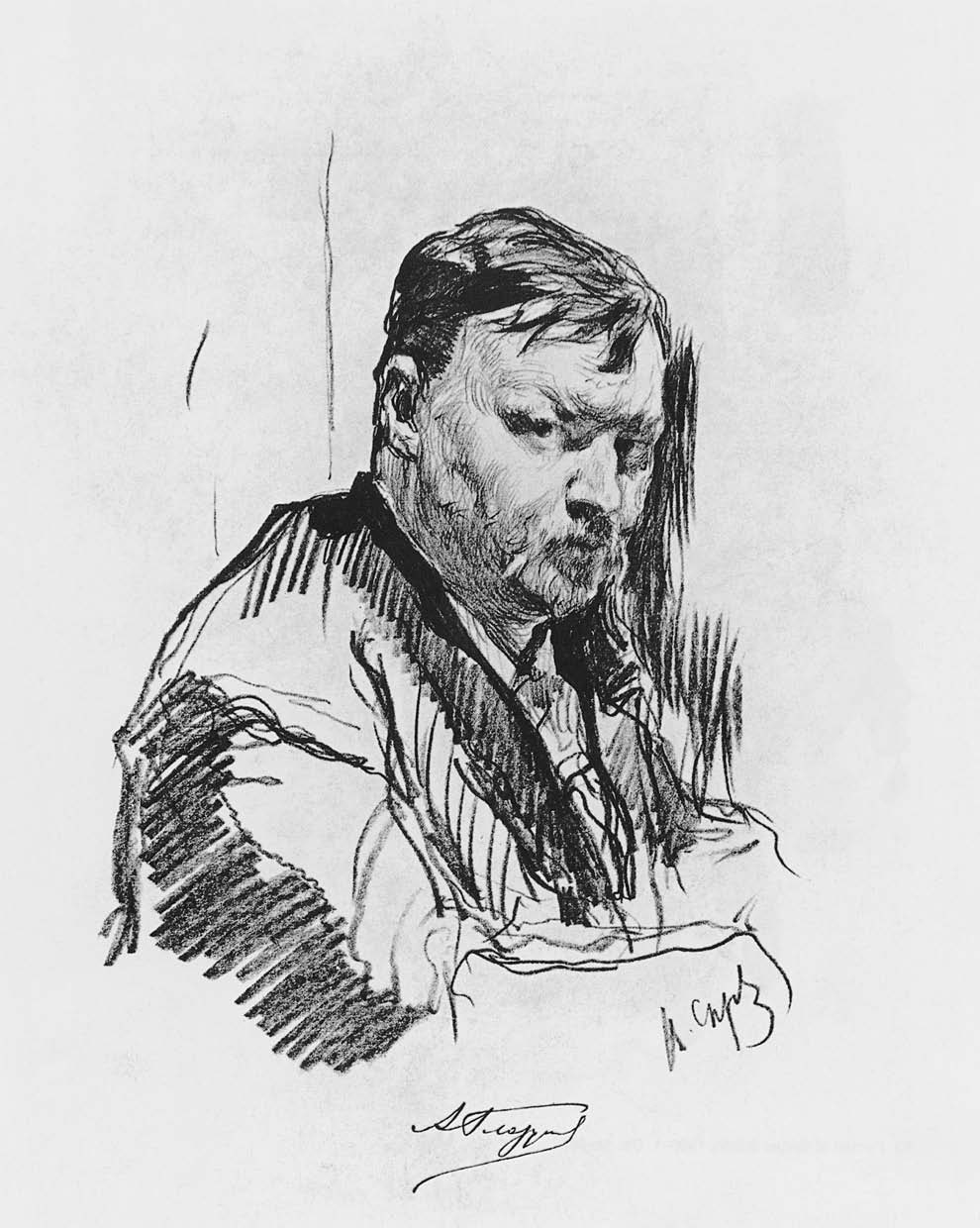
«Портрет композитора Олександра Глазунова», літографія, 1899

Друкована графіка Валентина Сєрова — найбільше наближена до малюнків художника. Адже вона досить точно зберігала всі індивідуальні особливості малюнків автора,  додавши до них наклад, тобто можливість збільшення відбитків. Валентин Сєров рано познайомився із технікою офорта. Але почав займатися офортом,  а згодом і літографією, лише в 1890-і під впливом Мате Василя Васильовича, на той час професора Імператорської Академії мистецтв. 
В попередні роки в офорті (у графіці взагалі) бачили лише засіб передати графічними засобами композиції і особливості чужого живопису, графіка слугувала дешевим ілюстративним засобом для популяризації живопису. Друкована графіка в Російській імперії переживала кризу і була в полоні у другорядних митців. Робив це і Василь Мате, але робив і спроби відродити самостійність друкованої графіки як окремого різновиду мистецтва. В повній мірі це вдалося лише сучасникам та учням Мате - закоханим в графіку представникам товариства «Світу мистецтва», Михайлу Врубелю, Мстиславу Добужинському, Івану Фоміну, Вадиму Фалілеєву, Валентину Серову. Останній зробив більше десяти офортів, сміливо повернувши техніці її втрачену колись самостійну художню вартість . Серед них такі:
- «Портрет співака Федора Шаляпна в ролі Івана Грозного» (1897)
- «Портрет професора Василя Мате біля столу» (1898)
- «Портрет професора Василя Мате в пальто і капелюсі» (1899)
- «Портрет Олексія Степановича Хомякова» та ін. Хомякова він не бачив, а виконав власний офорт за портретом пензля Е. Дмитрієва-Мамонова середини 19 ст.

В цей же період він виконав в офорті і власний автопортрет - буденний, з тривожним поглядом, відверто непарадний і неідеалізований  (1898).
Друковану графіку Валентина Сєрова умовно поділяють на окремі цикли за тематикою:
- портрети
- анімалістичні замальовки
- сільська тема

У сільській темі - п'ять офортів («Жовтень», «Сільський хлопчик з куркою», «Селянка з конем», «Сільська родина з дитиною в бричці», «Лошатко»). Відбитки за життя художника не були чисельними. На щастя були збережені мідяні дошки, котрі потрапили в збірки Російського музею та Третьяковської галереї. Більшість сучасних відбитків сільської тематики створена вже 1940 року Дубровим та Захаровим з дощок Російського музею .
До техніки літографії майстер звернувся лише 1899 року. Всі вони - по замові журналу «Світ мистецтва», котрий давав на власних сторінках портрети чимось відомих тоді осіб. Тобто всі вони — портрети, часто виконані в редакції журналу: 
- «А. П. Нурок» (1899)
- «Д. В. Філософов» (1899)
- «Анна Остроумова Лебедєва» (1899)
- «Портрет композитора Олександра Глазунова» (1899)
- «В. П. Протейкінський»
- «Рєпін Ілля Юхимович» (1901)
- «Л. Н. Андрєєв» (1909)

Ранні літографські портрети роботи В. Сєрова були оприлюднені в 1900 в окремому альбомі «15 літографій російських художників» як додаток до журналу «Світ мистецтва».

## Стародавня Греція

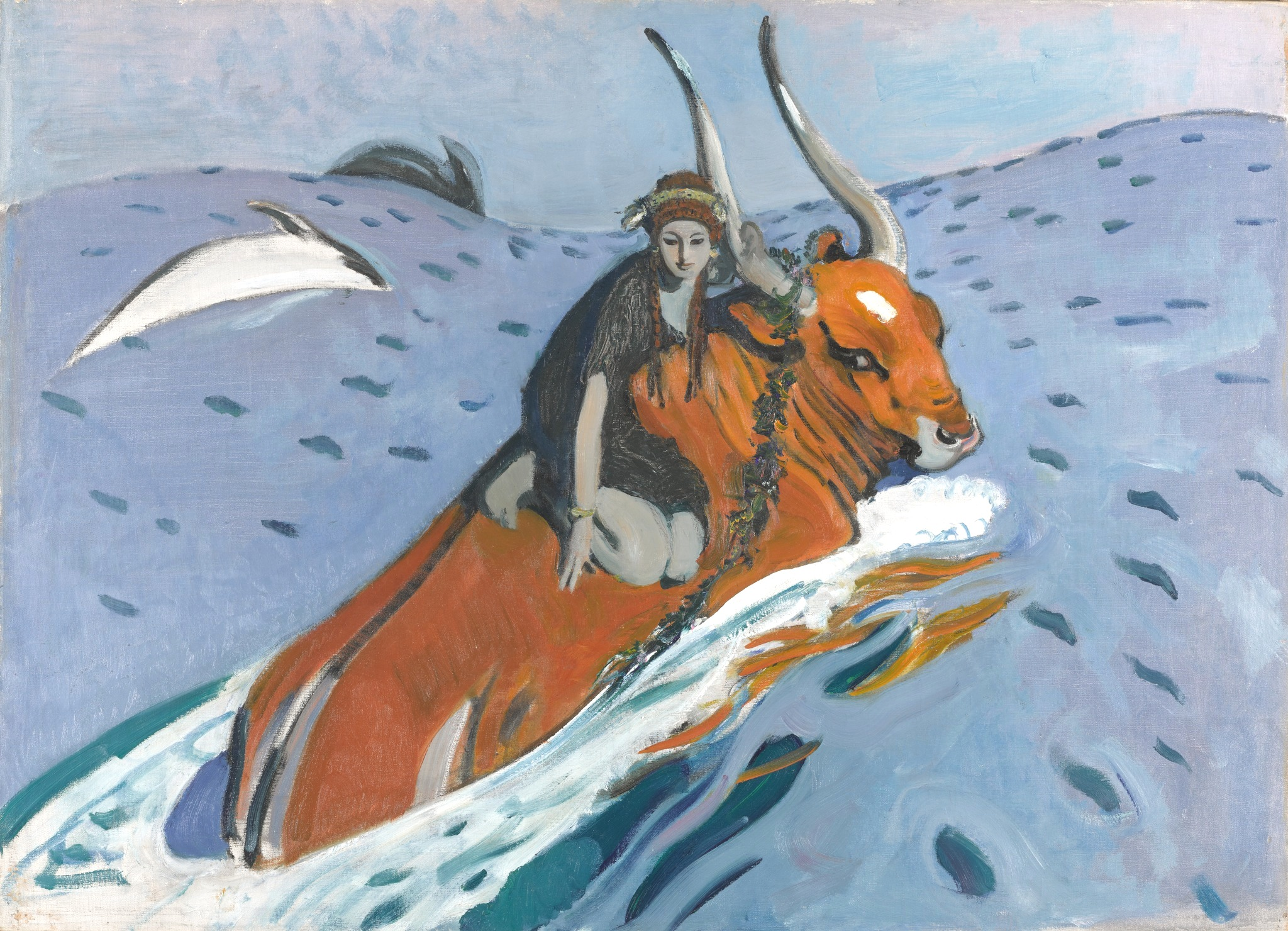
Викрадення Європи (Сєров), 1910

Сєров повернувся з подорожі до Греції у 1907. Формально уславлений на той час художник їздив на натуру, тобто хотів побачити реальні грецькі краєвиди, грецькі камені і рослини, залишки античних міст. Його запросили зробити панно в новобудованому Музеї красних мистецтв в Москві(по зміні назви став Музей образотворчих мистецтв імені Пушкіна). Панно призначалося для створення відповідної атмосфери Відділу античних відливків скульптури.
В цей час набули міцності процеси перегляду мистецтва Стародавньої Греці. Митці різних країн жадібно вивчали твори різних періодів історії Греції і відтворювали імпульси призабутих епох в своїх творах(античні теми у Пікассо, Івана Мештровича, пізніше у Антуана Бурделя, Арістида Майоля тощо). Сєров, що відвідував Париж, добре знав про ці пошуки і сам робив спроби розкрити імпульси, що йшли від контактів культур Сходу і Заходу, від періферії і столиці, архаїчного і сучасного.
Античність Сєрова надзвичайно наближена до реальності і навіть побутовості. В картині «Одісей і Навзікая» мотив античного оповідання трактований з незвичною простотою і без жодних слідів академізму, що монополізував античність на той час. Навзікая править колісницею, а він поспіша за нею, наскоро замотавшись у одяг, що та йому дарувала. Зближені тони картини малюють реальне узбережжя. І лише хмари, осяяні сонцем, дивують як свято порятунку героя.
Шедевром стало полотно «Викрадення Європи». Сєров звернувся до техніки гуаші, що нагадувала фреску. Було зроблено декілька варіантів композиції, бо Сєров намагався зробити максимально лаконічну композицію. Це йому вдалося, і він відтворить сюжет ще і в скульптурі (теракота, 1910 рік).

## Пошуки в монументальному

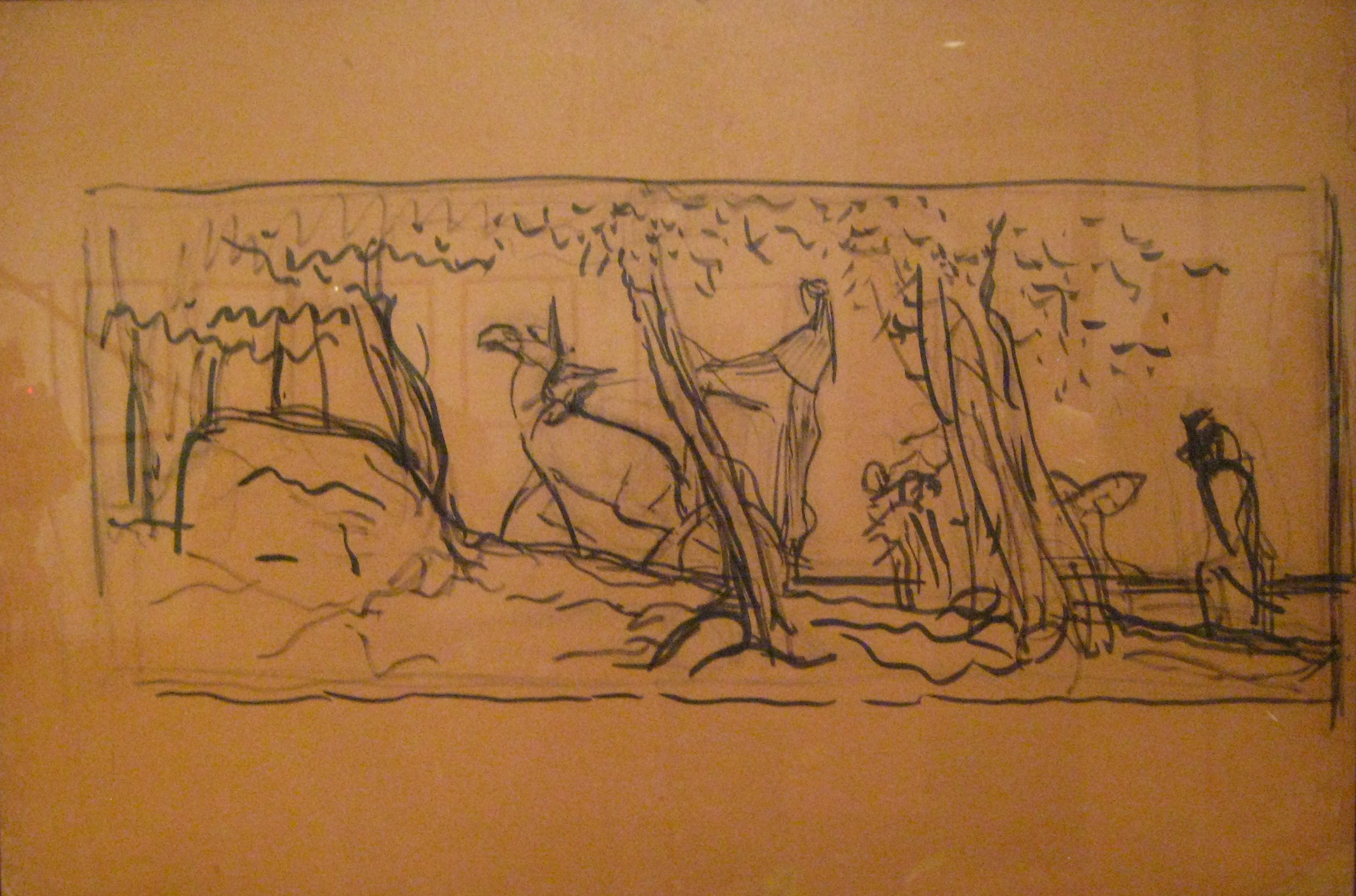
«Одіссей і Навзікая», малюнок композиції

Перші спроби  у Сєрова в монументальному відносяться до середини 1880-х. У 1885 він створив полотно «Георгій Змієборець». Воно було повторенням його ж майолікового панно по замові Сави Мамонтова для декору однієї зі станцій Ярославської залізниці
Нова спроба відбулася в 1887, коли художник отримав замову на розпис плафона в дерев'яному помешканні родини Селезньових під містом Тула на тему «Аполлон-Феб». Але художник був ще скутим канонічними чи нормативними настановами (візантійськими, ампірно-салонними).
Сєрову пощастило попрацювати над панно «Куликово поле» для Історичного музею в Москві. Але реалізувати задум в 1894 не вдалося. Незважаючи на невдалі спроби, Сєров не припиняв їх. Цілком успішними вони будуть в театральних декораціях (вистава опери «Юдиф»  композитора А. Н. Сєрова). Серед них - театральна завіса до балету «Шехерезада» М. Римського-Корсакова Але ефемерне театральне мистецтво зникає, часто безслідно.
Унікальний характер мали б і стінописи Сєрова в парадній їдальні особняка Носова в Москві, котрий довірили декорувати Мстиславу Добужинському та Валентину Сєрову. За ескізами Сєрова тут мали б з'явитися сцени з «Метаморфоз» Овідія, а у митця була реальна можливість позмагатися з майстрами-декораторами Італії доби бароко. Античність Валентина Сєрова була більш архаїчна і декоративна. Звідси в його ескізах сатири в позах атлантів, тропічна рослинність, Афродита у вигляді скульптури, що прикрашає фонтан… Про інтенсивність пошуків якраз і свідчили численні малюнки, ескізи в техніках акварелі і гуаші, нарешті — композиції олійними фарбами на теми «Викрадення Європи» та «Одіссей і Навзікая». За міфом сама Афіна надіслала Навзікаю, принцесу-доньку царя Алкіноя, на берег моря, аби врятувати героя. Хода врятованого Одіссея за колісницею Навзікаї мала надати залі особистого настрою причетності до античності і її світлих, неагресивних якостей.
Але не судилось. Валентин Сєров помер в грудні 1911. Він встиг менше, ніж обіцяв його талант, менше, ніж міг би.

## Галерея

### Замальовки

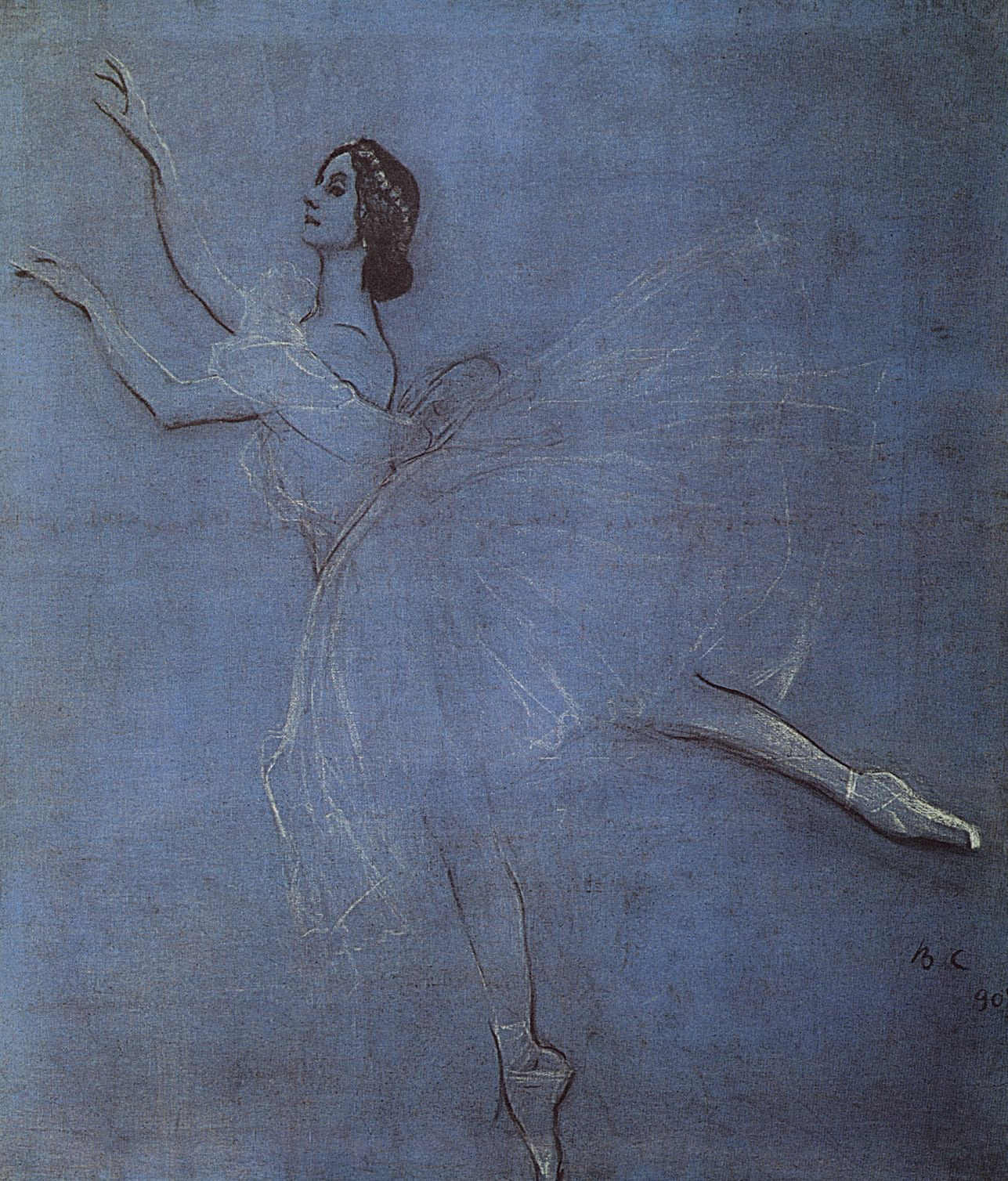
Афіша для балерини Анни Павлової, 1909
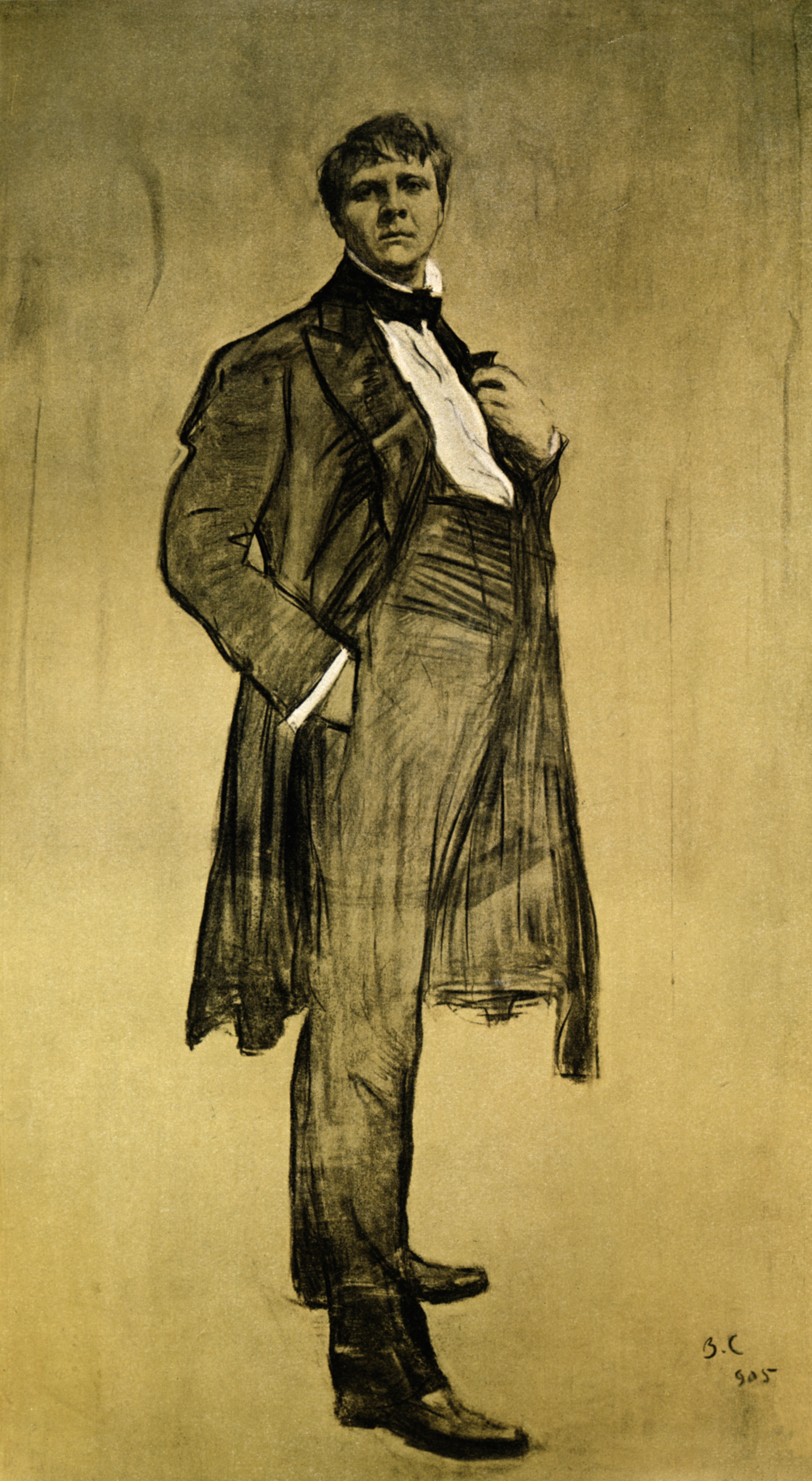
Портрет співака Шаляпіна, 1905
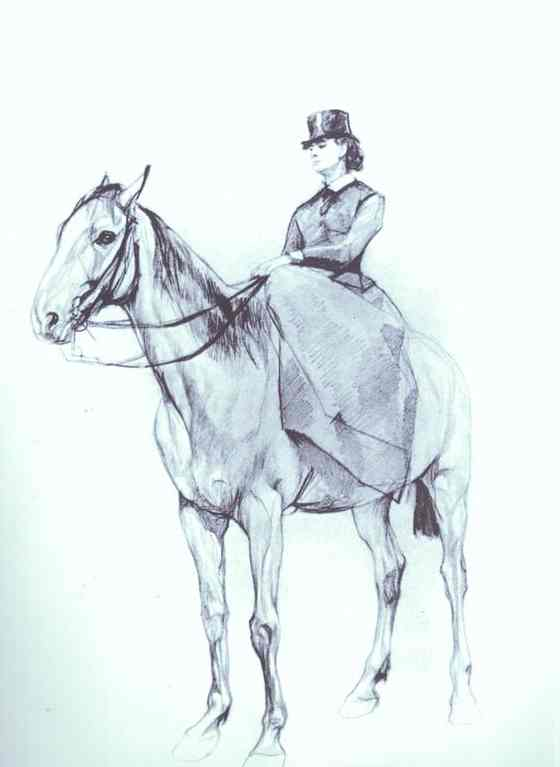
Марія Мамонтова верхи, 1884
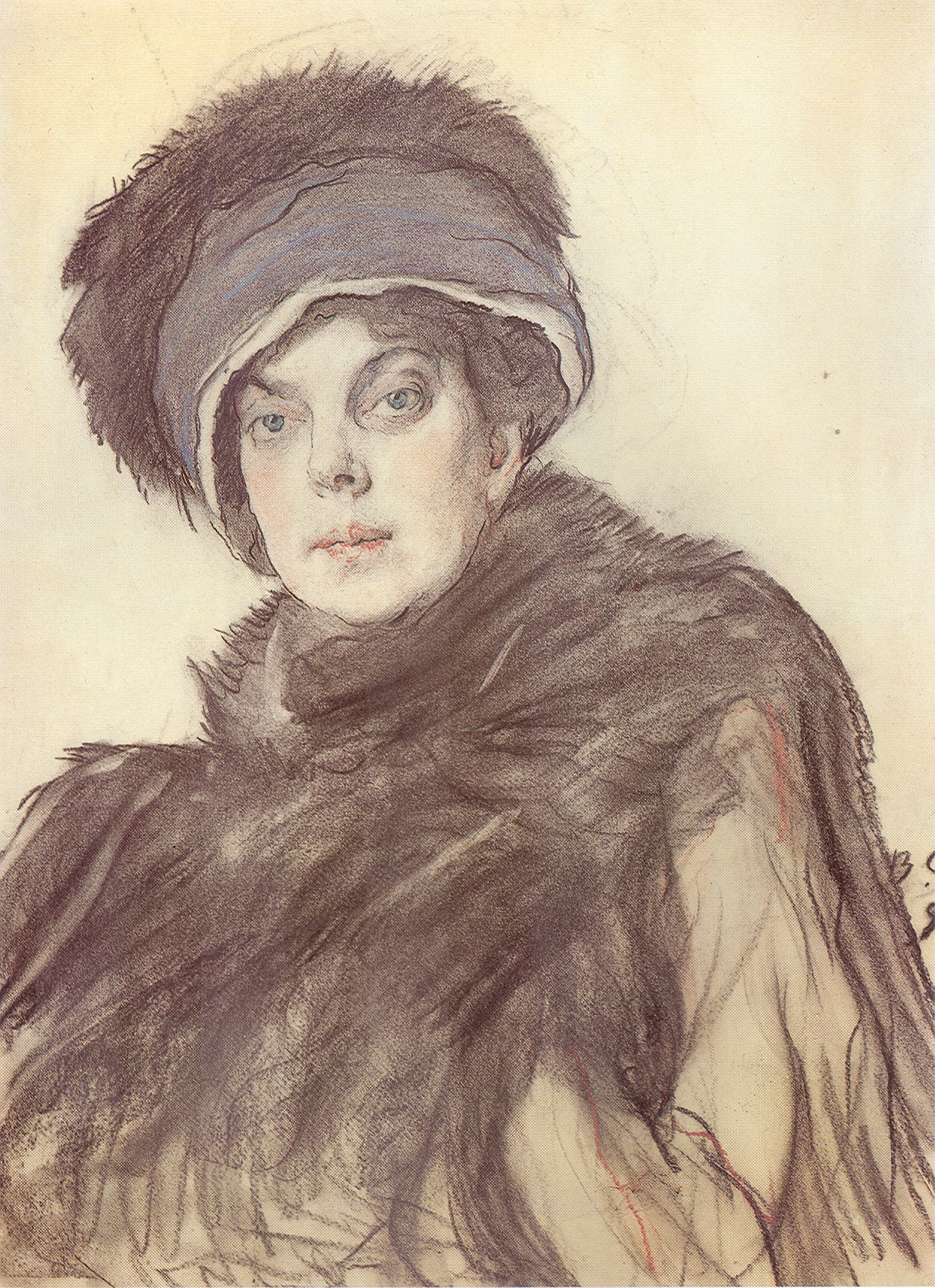
Ольга Орлова
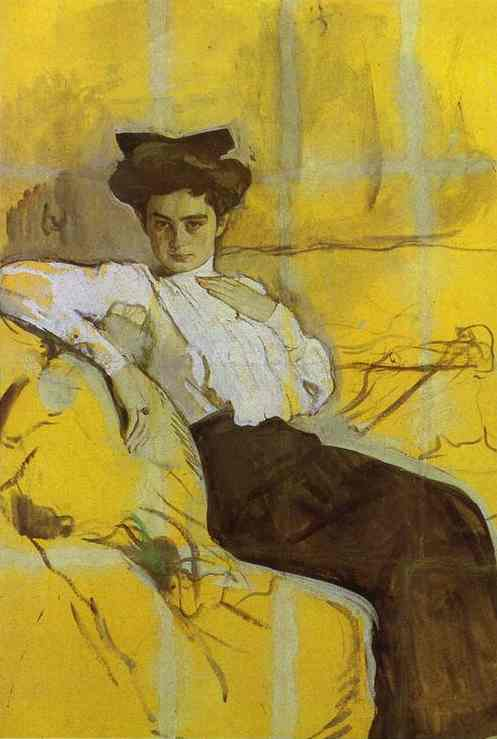
«Генріетта Гіршман», 1906
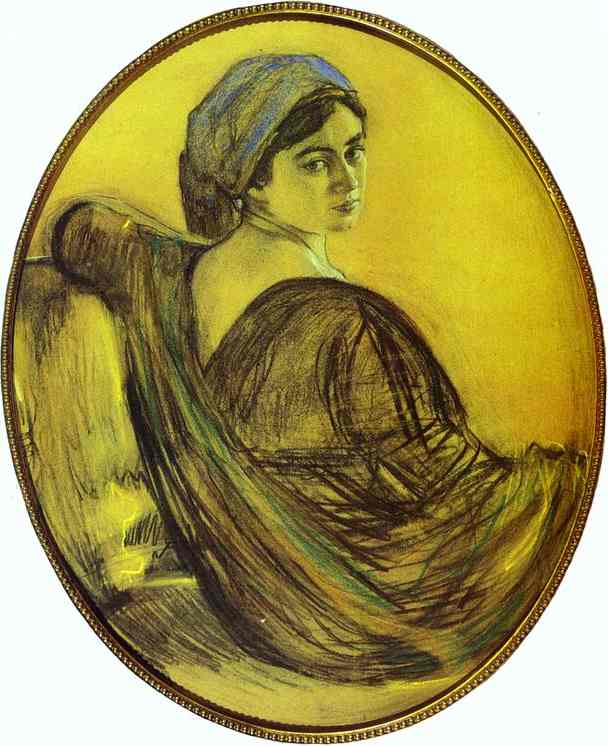
Ескіз до портрета
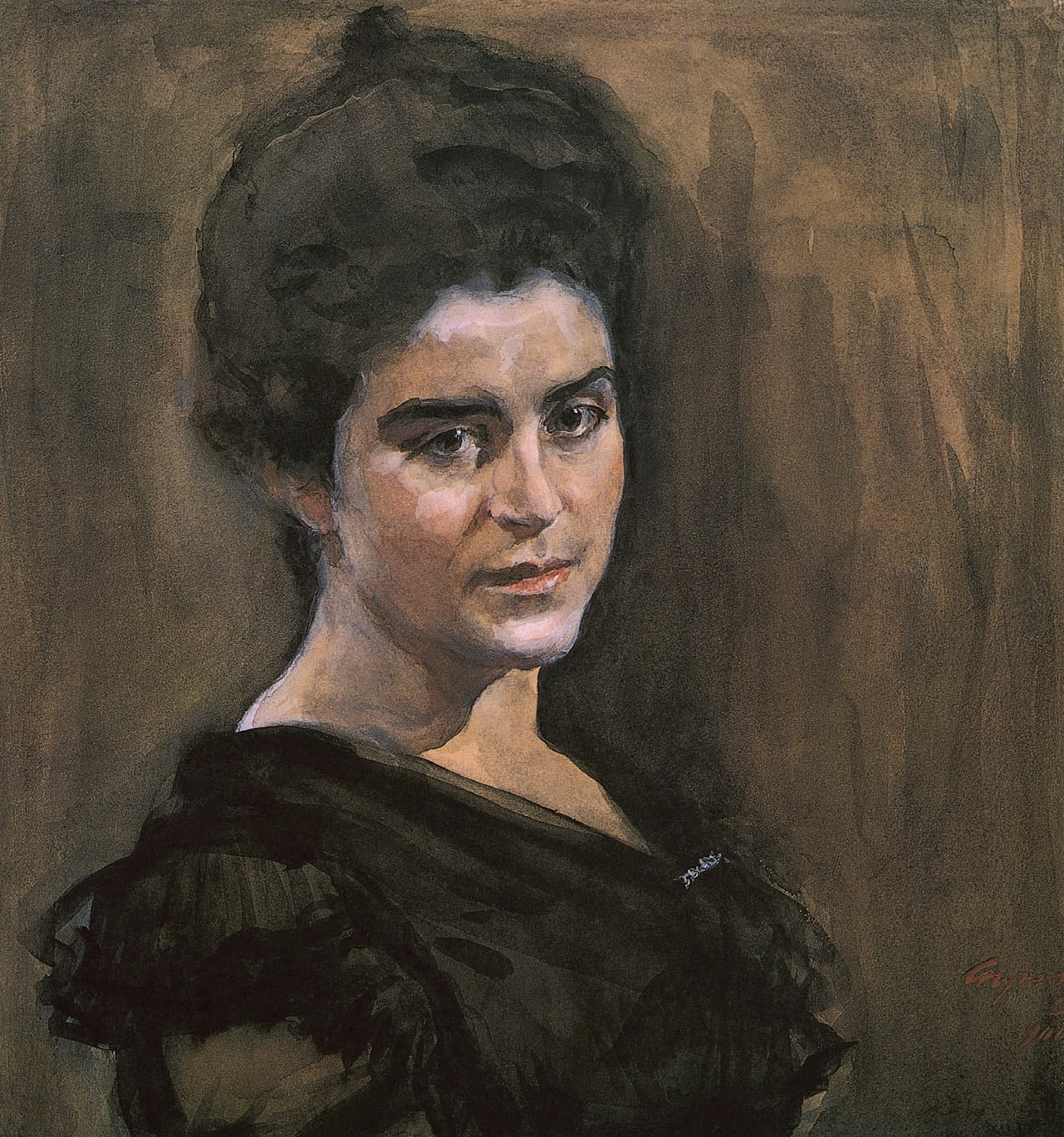
Портрет Софії Драгомирової (Сєров), 1900
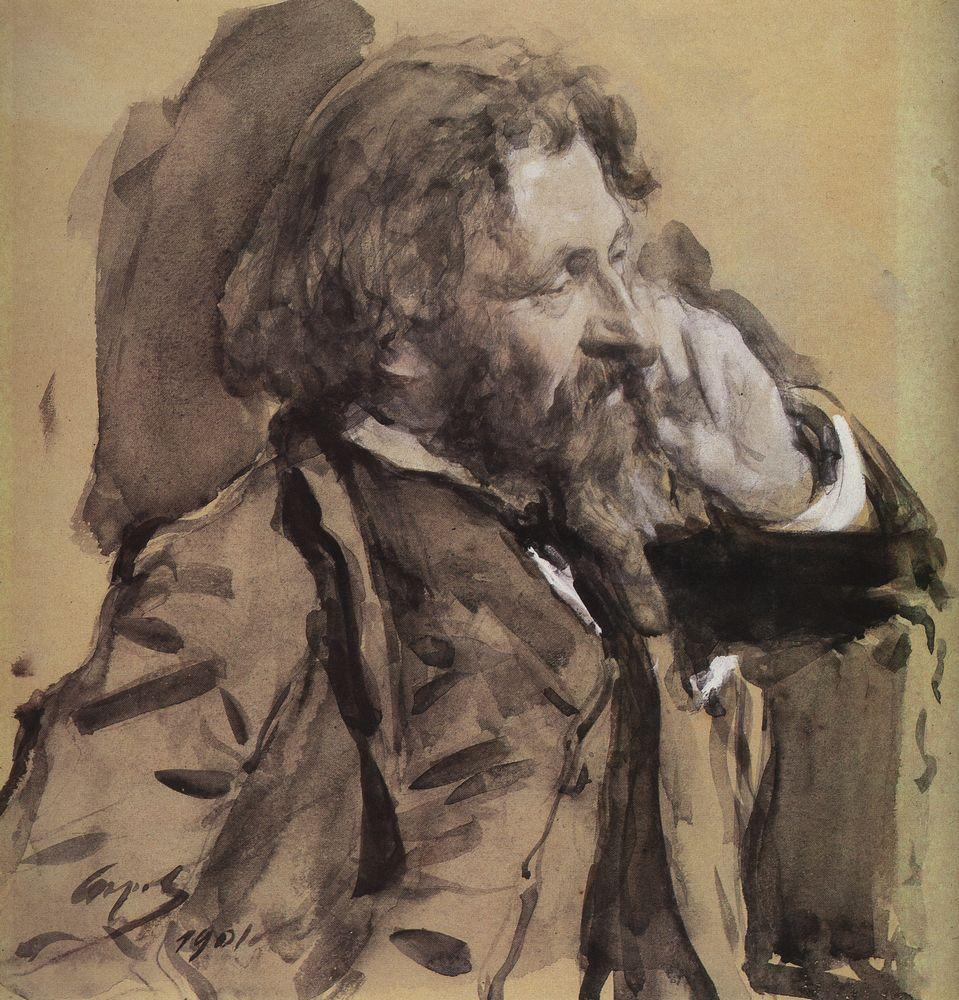
«Ілля Рєпін», 1901
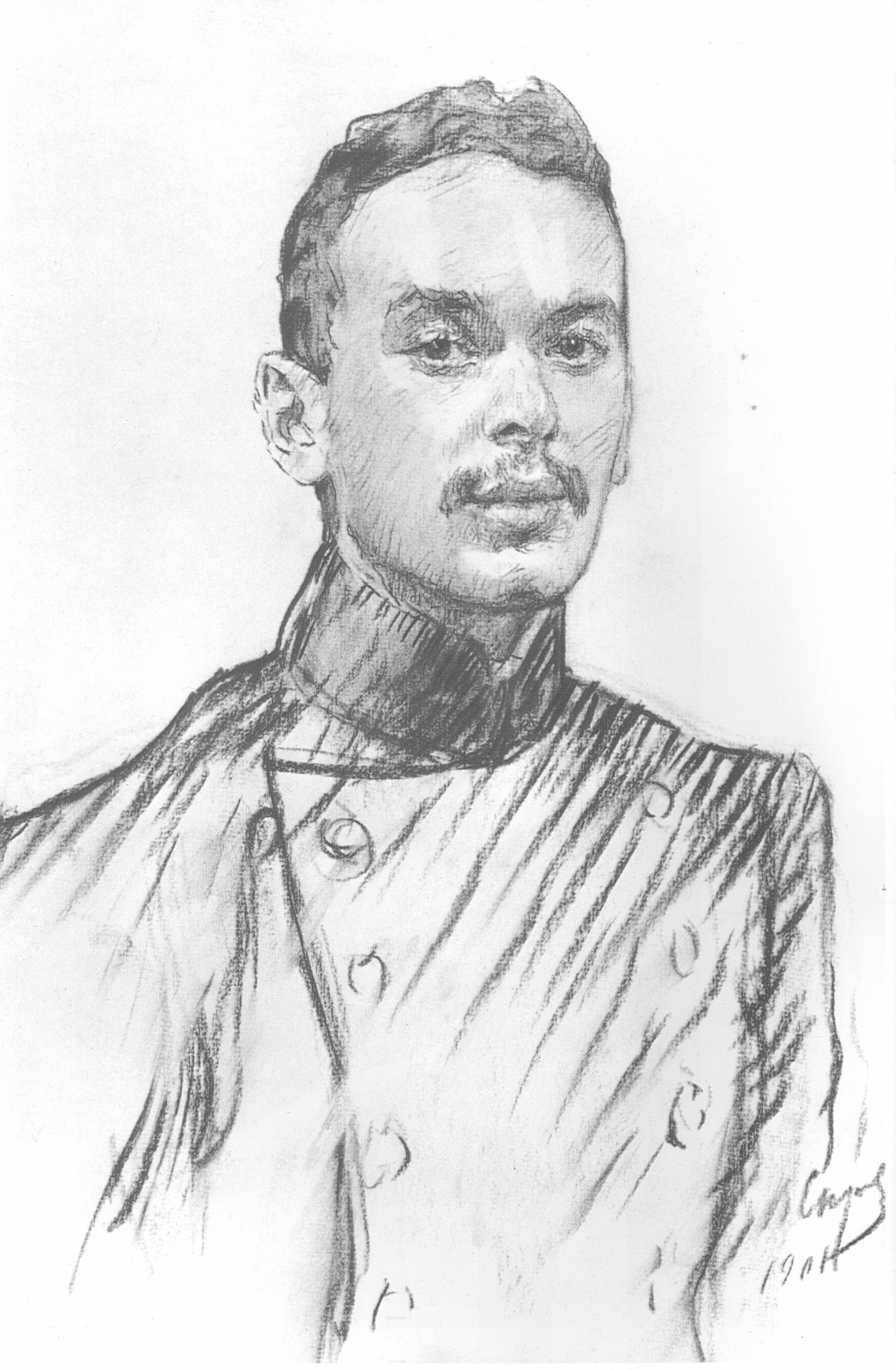
«Володимир фон Мекк»,  1901, Третьяковська галерея
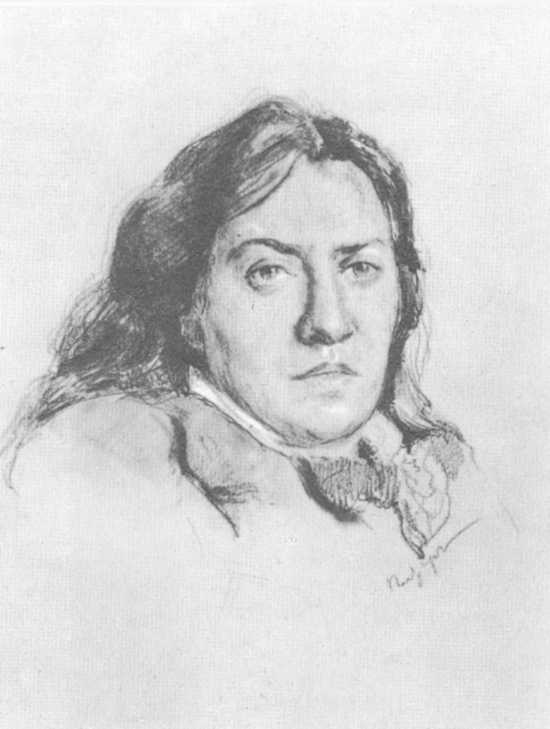
«Мати. Валентина Сєрова», 1880
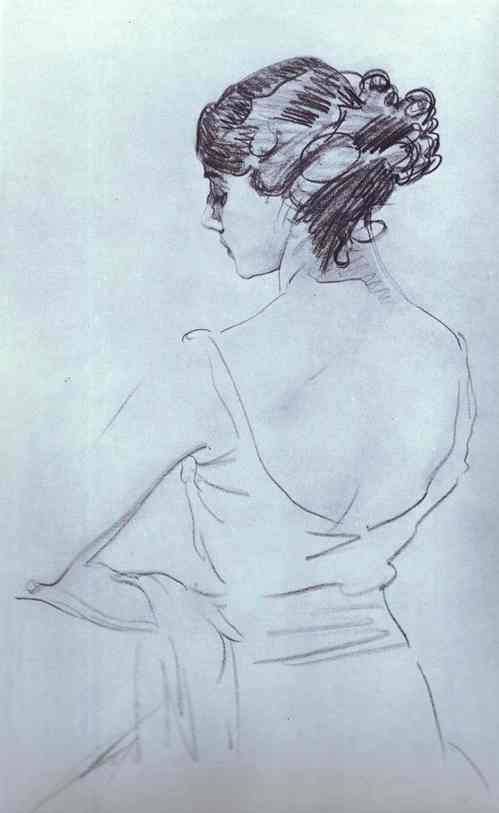
Валентин Сєров. «Балерина Тамара Карсавіна», малюнок 1909, Держ. Третьяковська галерея
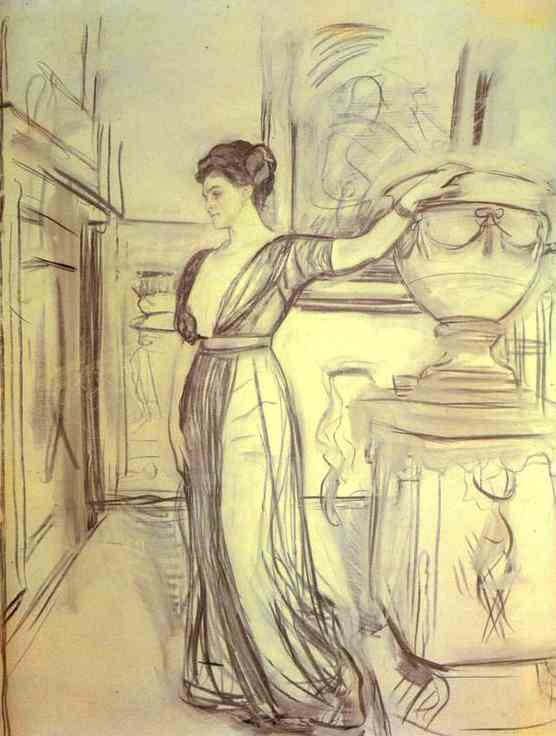
«Княгиня Поліна Щербатова», 1911, Держ. Третьяковська галерея
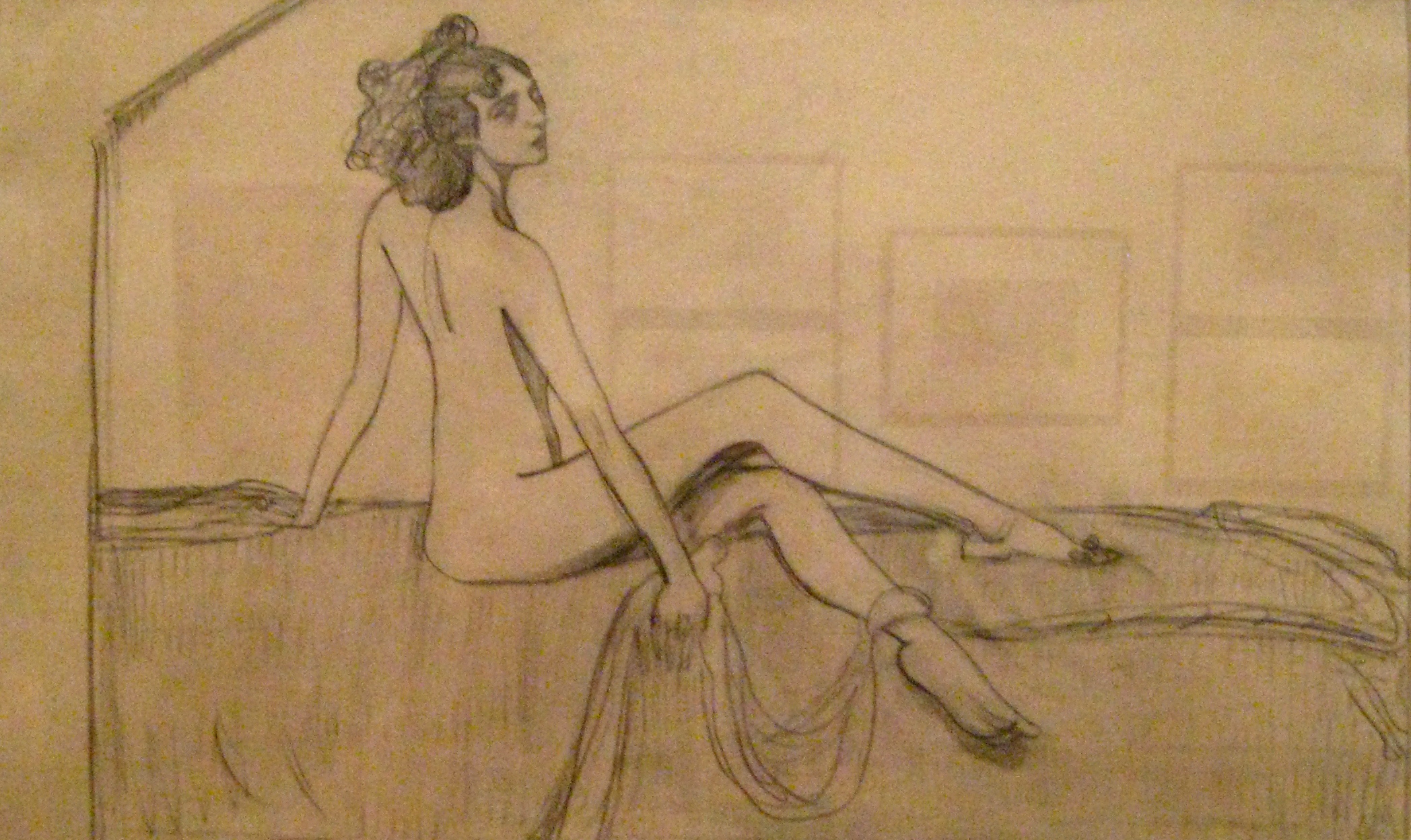
«Танцівниця Іда Рубінштейн», малюнок 1910, Держ. Третьяковська галерея
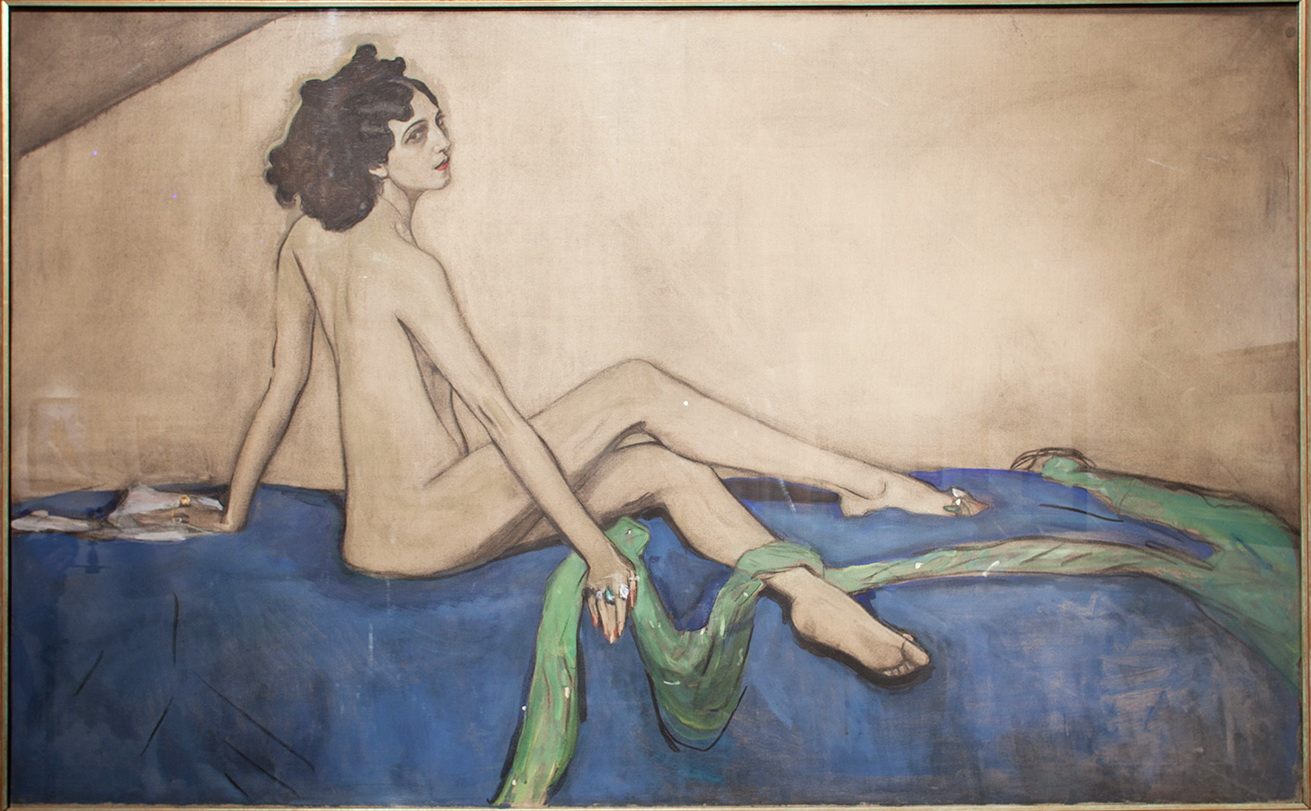
«Танцівниця Іда Рубінштейн», 1911, Держ. Російський музей
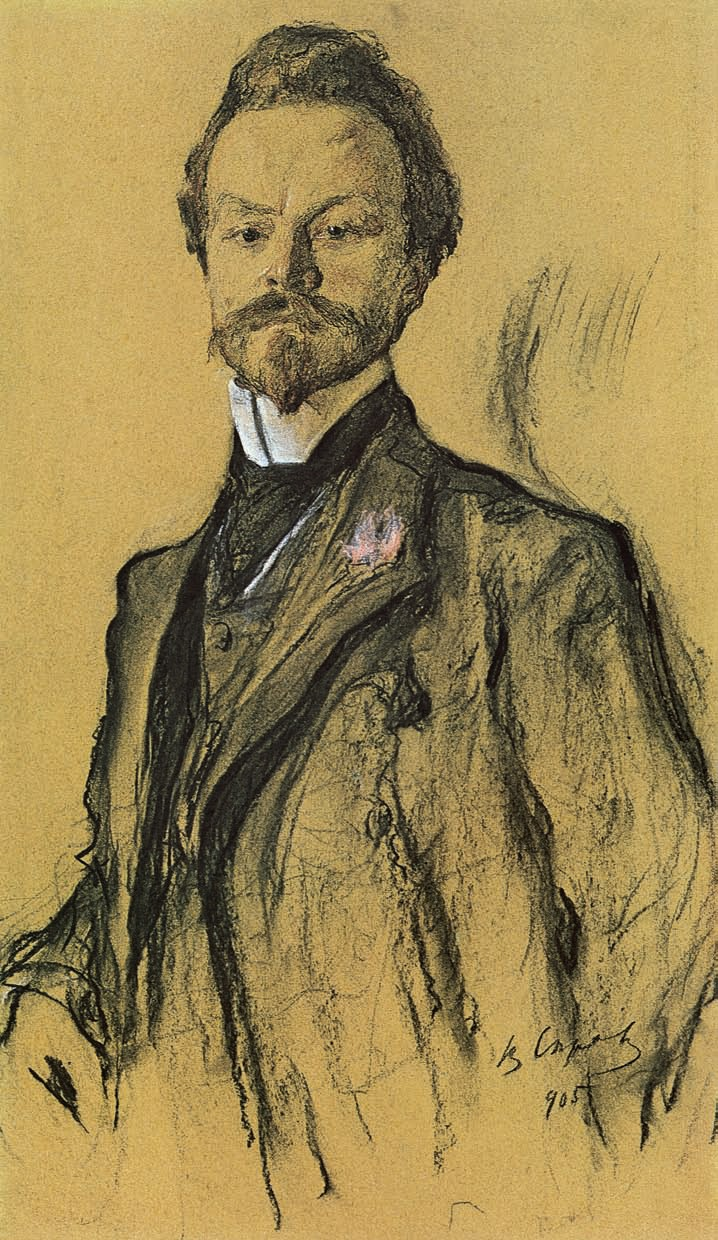
«Поет Костянтин Бальмонт», 1905, пастель, Держ. Третьяковська галерея
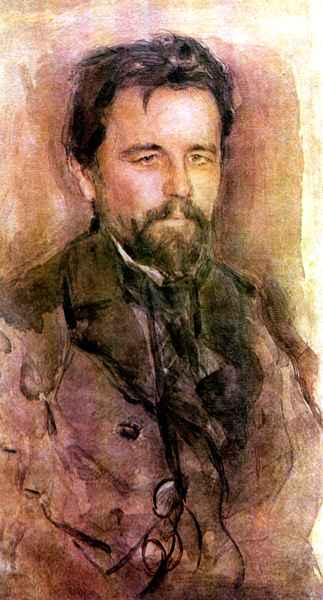
«Письменник Антон Чехов без окулярів», 1903
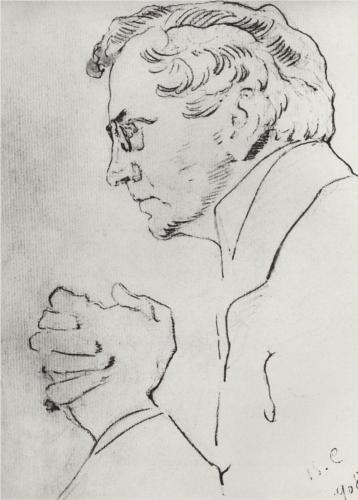
«Актор Василь Качалов», 1908
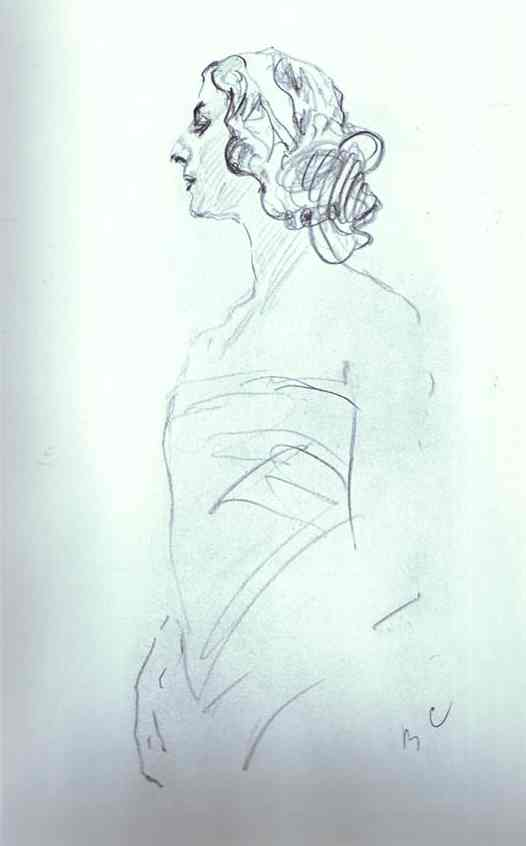
«Балерина Анна Павлова»,  1909
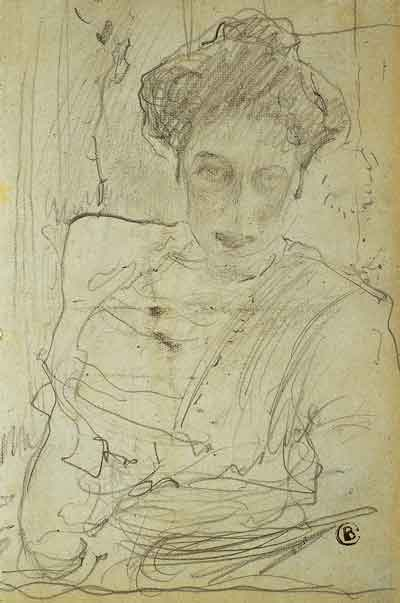
«Пані Морозова», 1910
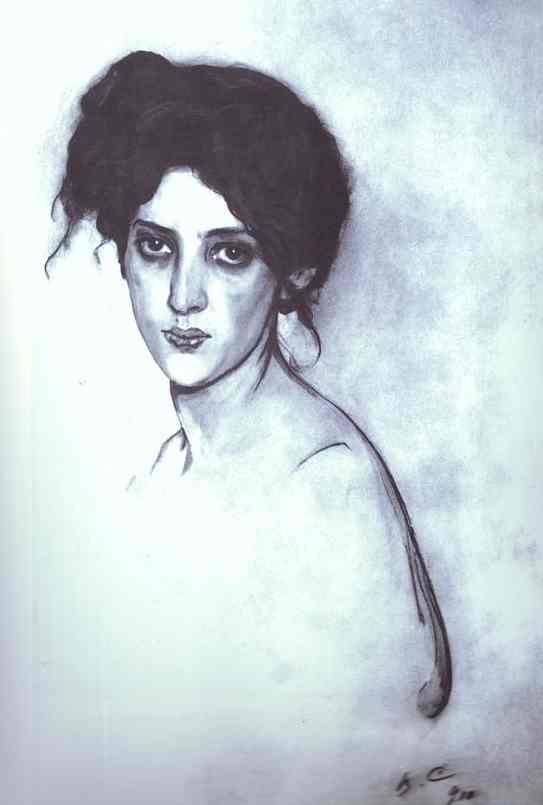
«Ізабела Грюнберг», 1910
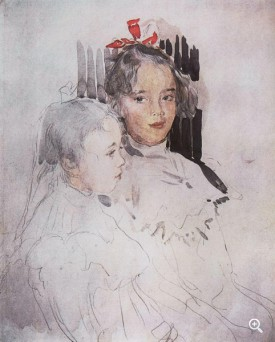
«Діти Боткіна», 1900

### Пейзажі

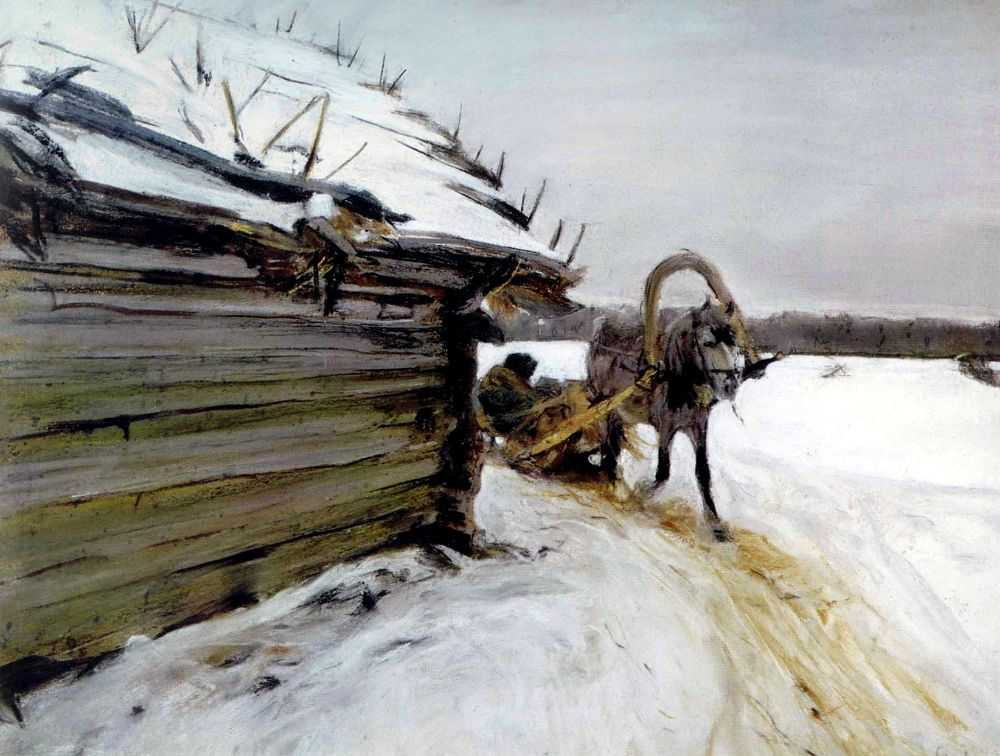
«Російське село взимку»
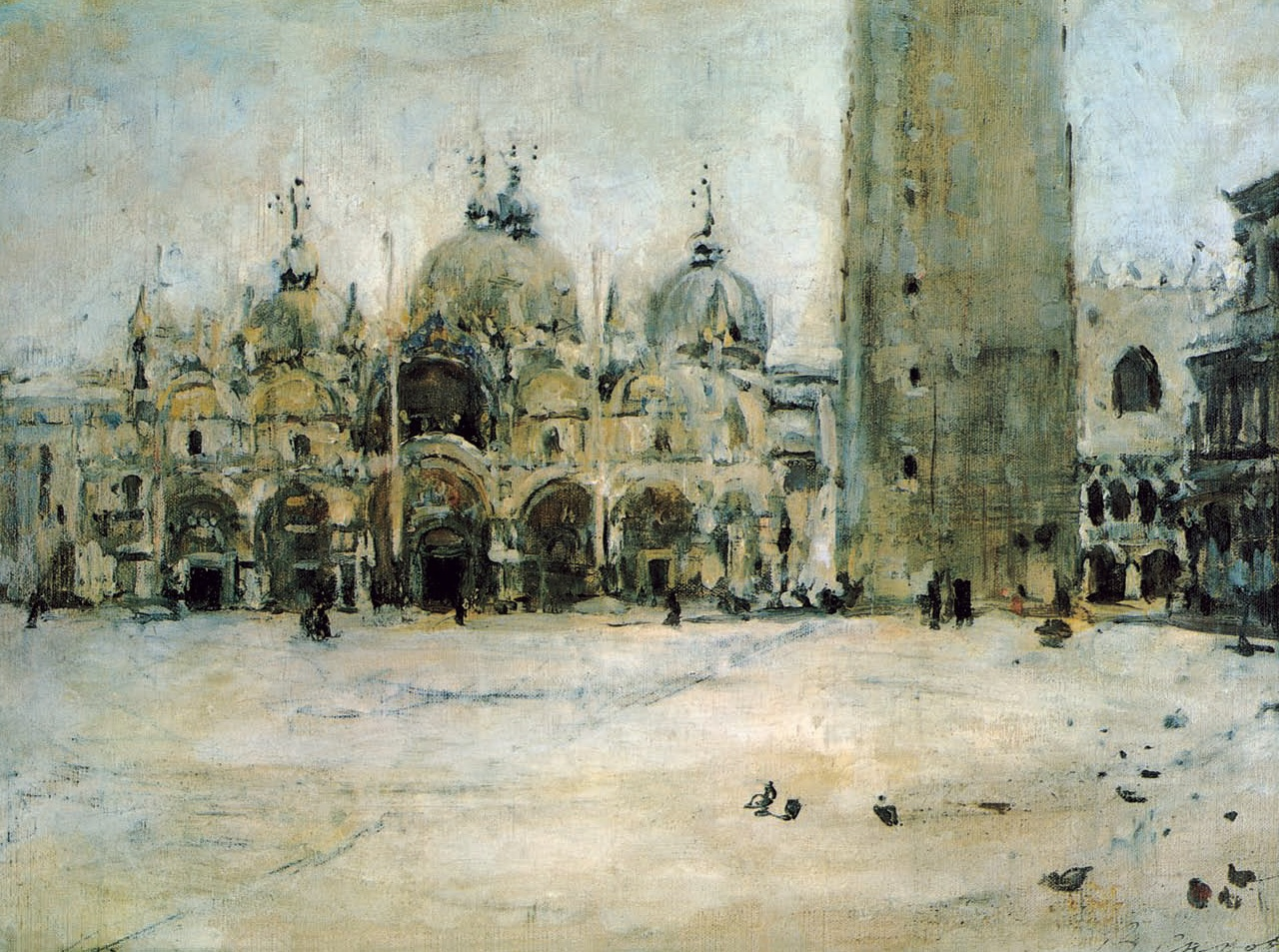
«Венеція»
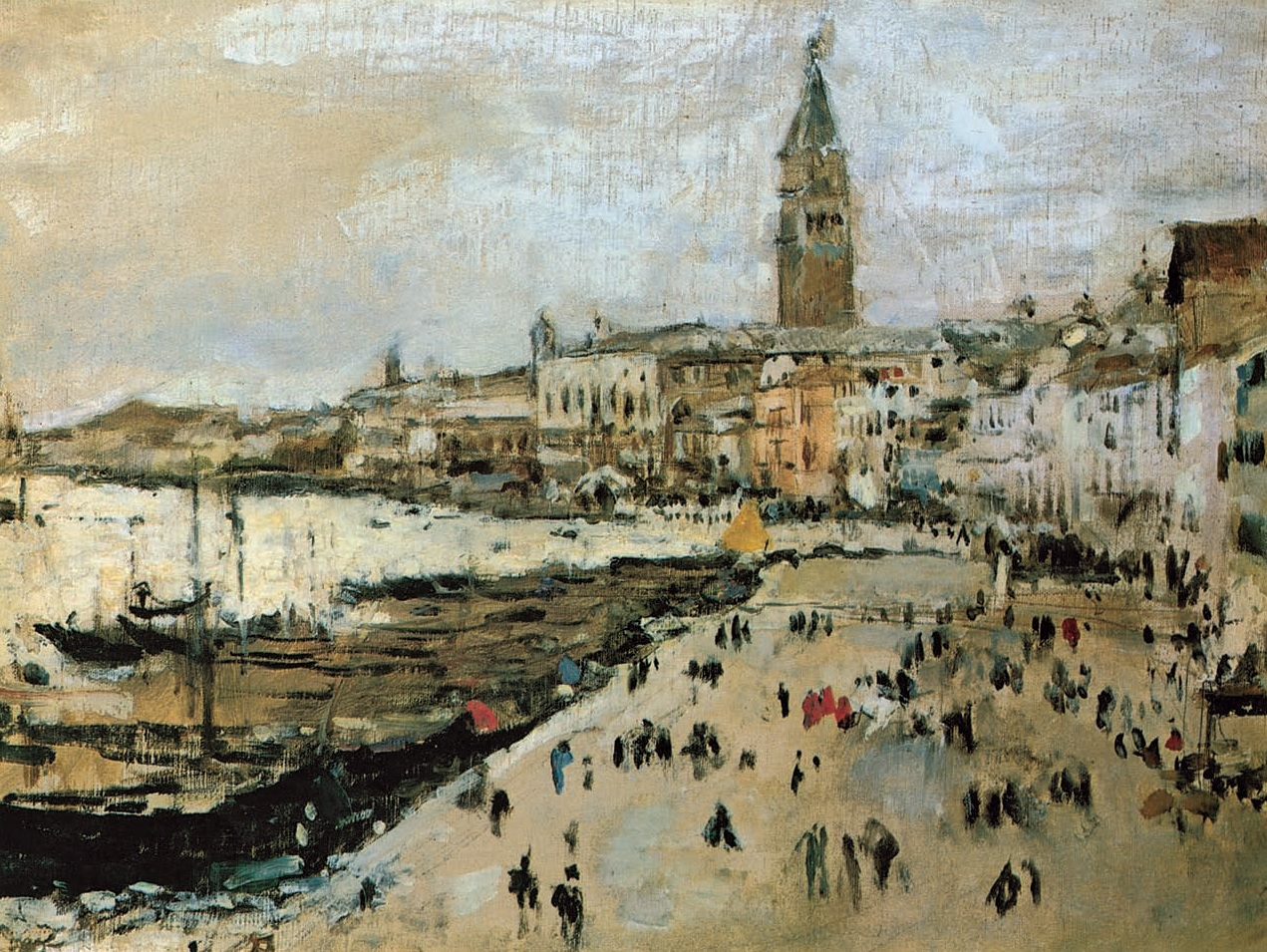
«Венеція. Слов'янська набережна»
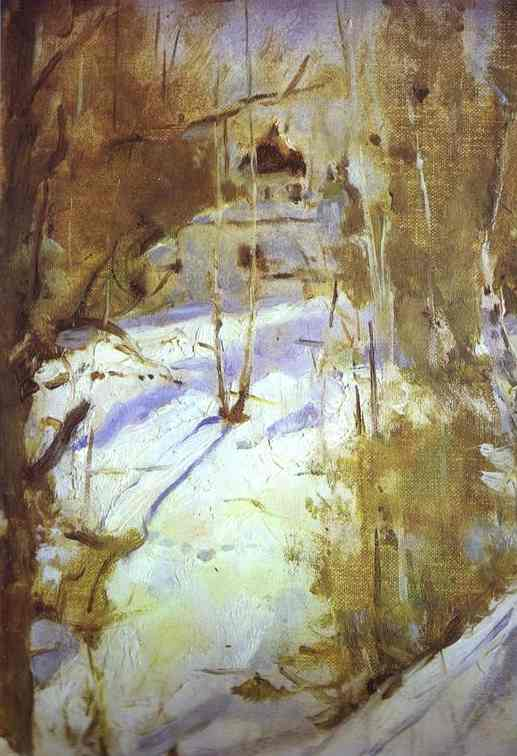
«Церква в Абрамцево взимку»
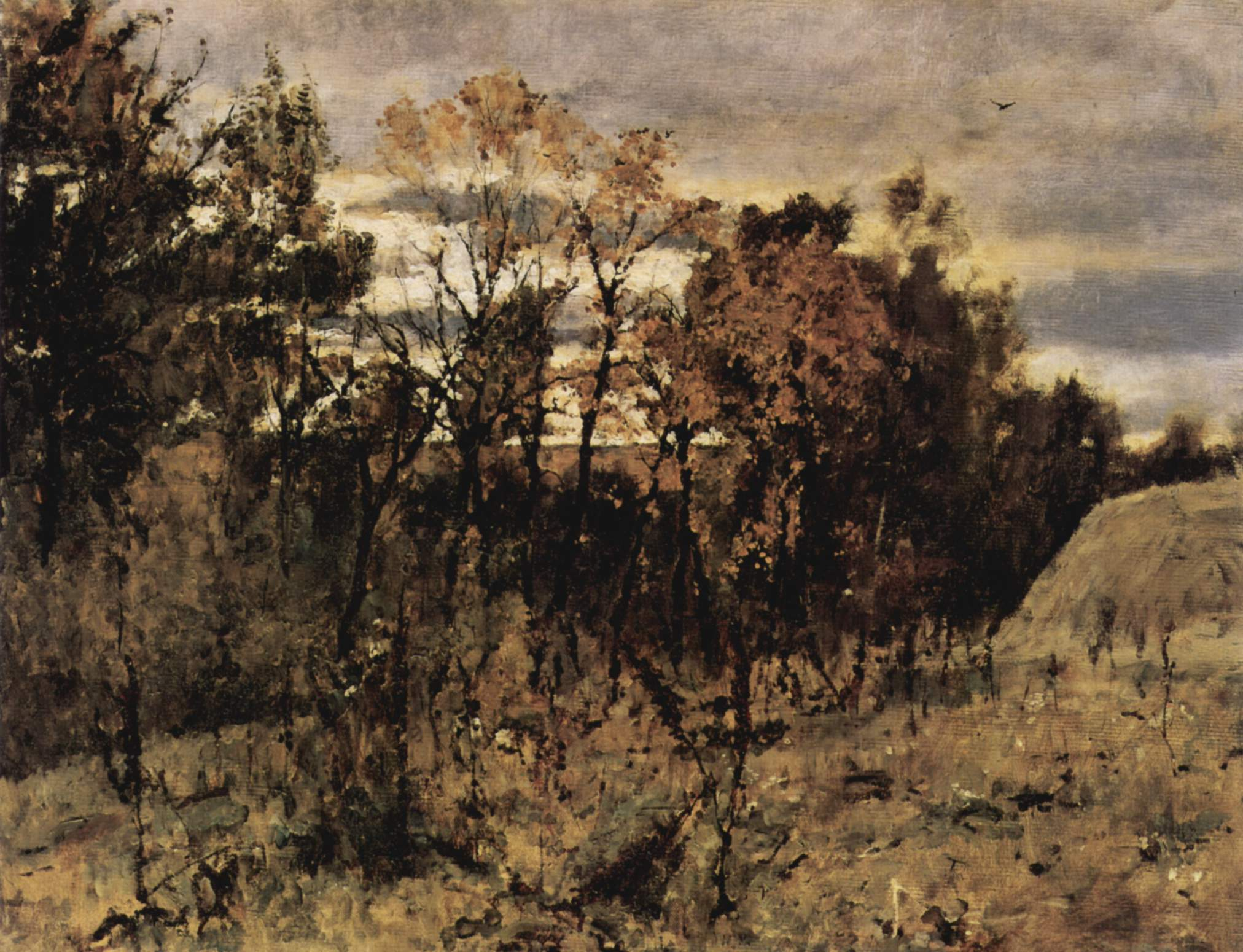
«В садибі Домотканово»

### Портрети

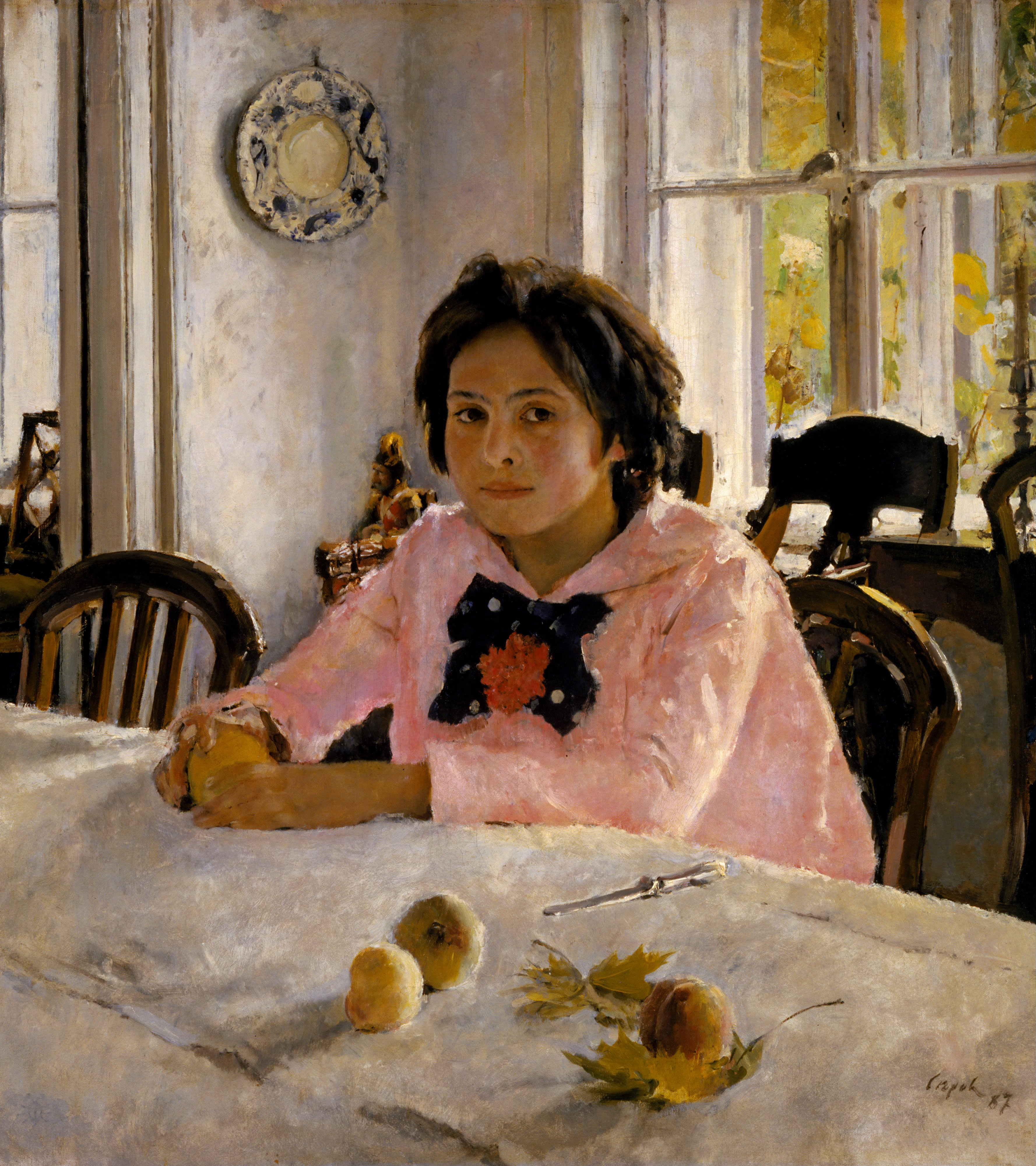
«Дівчина з персиками. Портрет В. Мамонтової», 1887
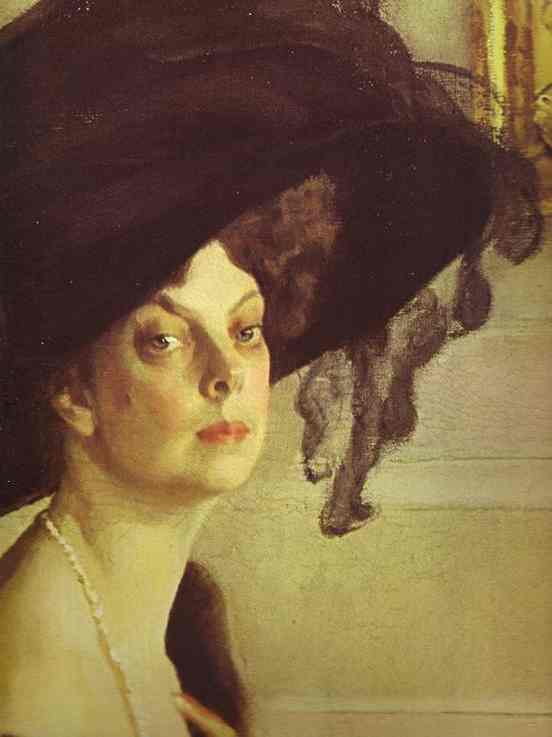
Ольга Орлова, частина
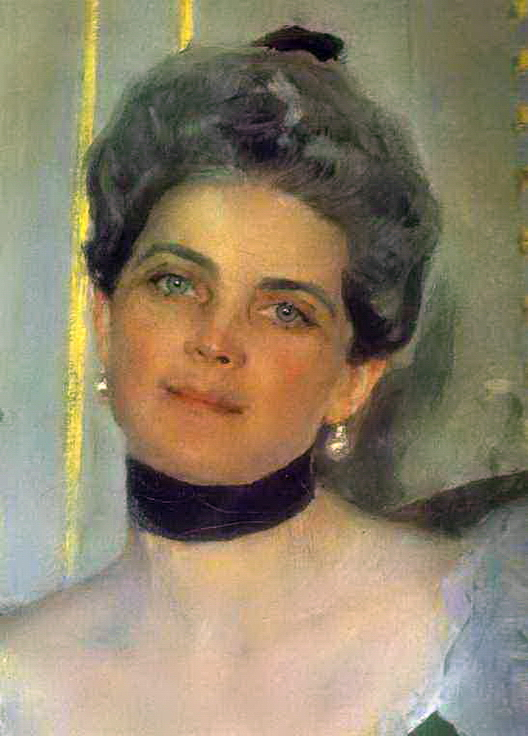
Зінаїда Юсупова, частина
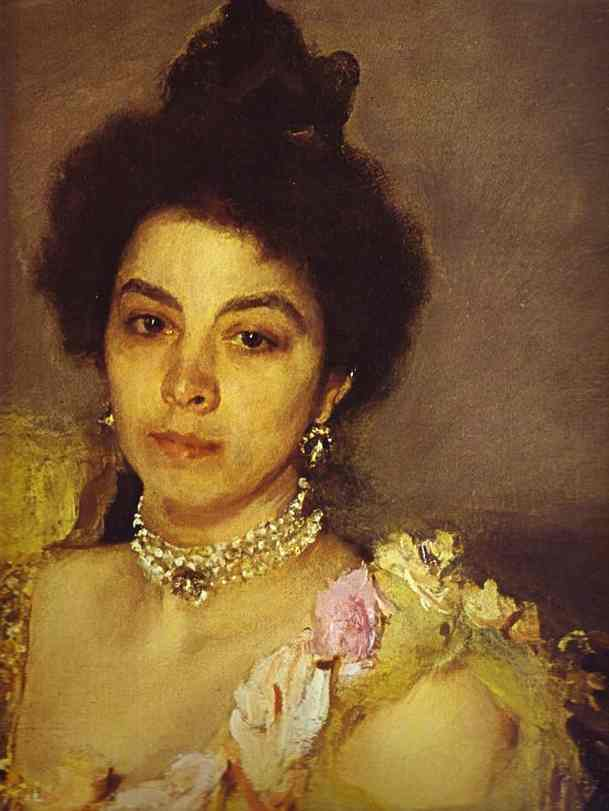
Софья Боткіна, частина
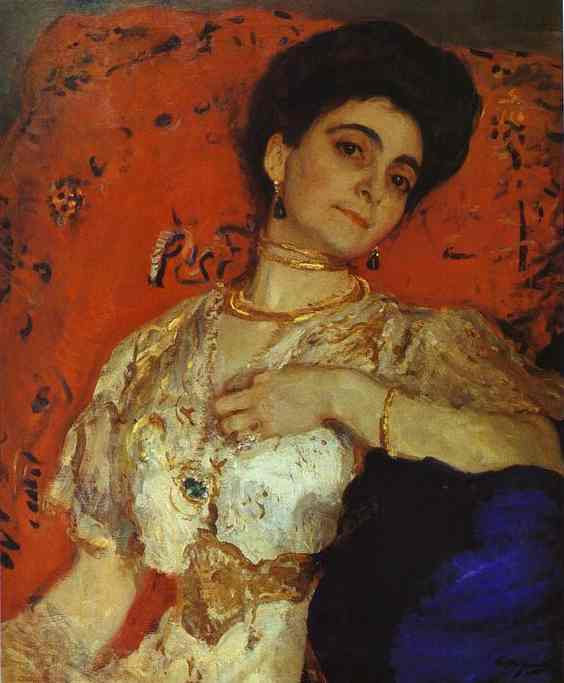
Марія Акімова
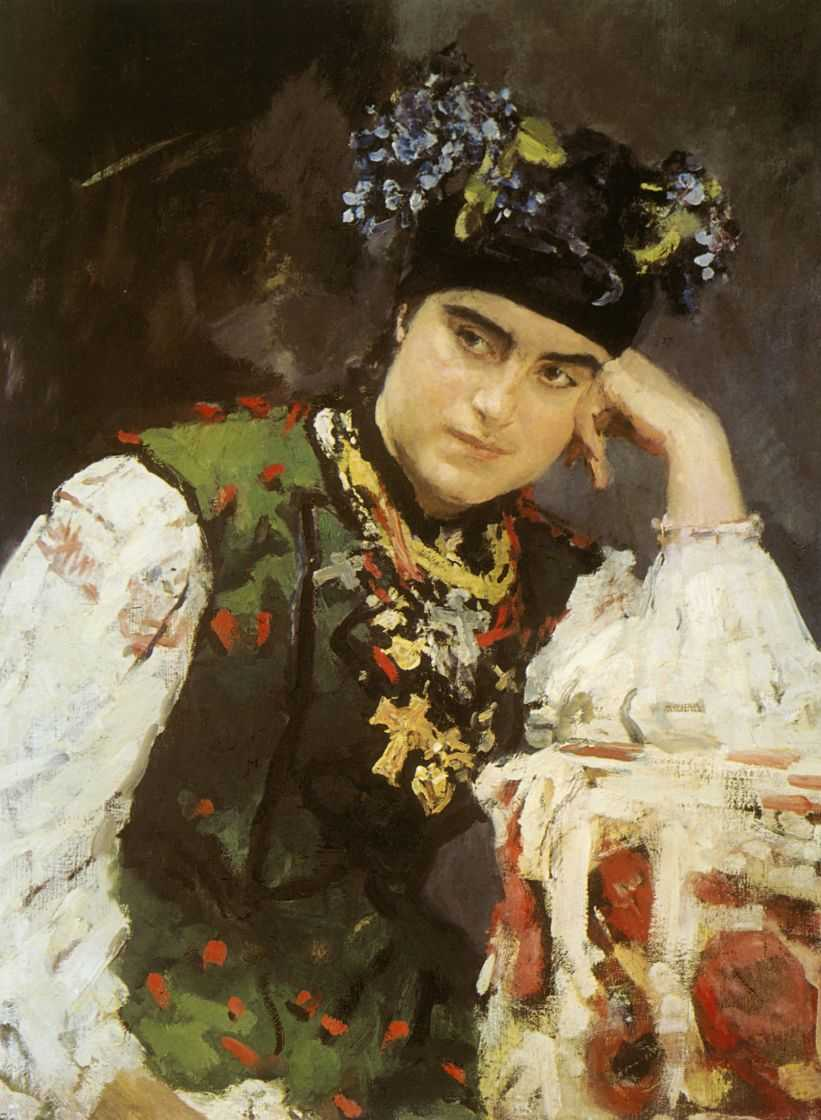
«Портрет Софії Драгомирової», 1889, Державний музей образотворчих мистецтв Республіки Татарстан
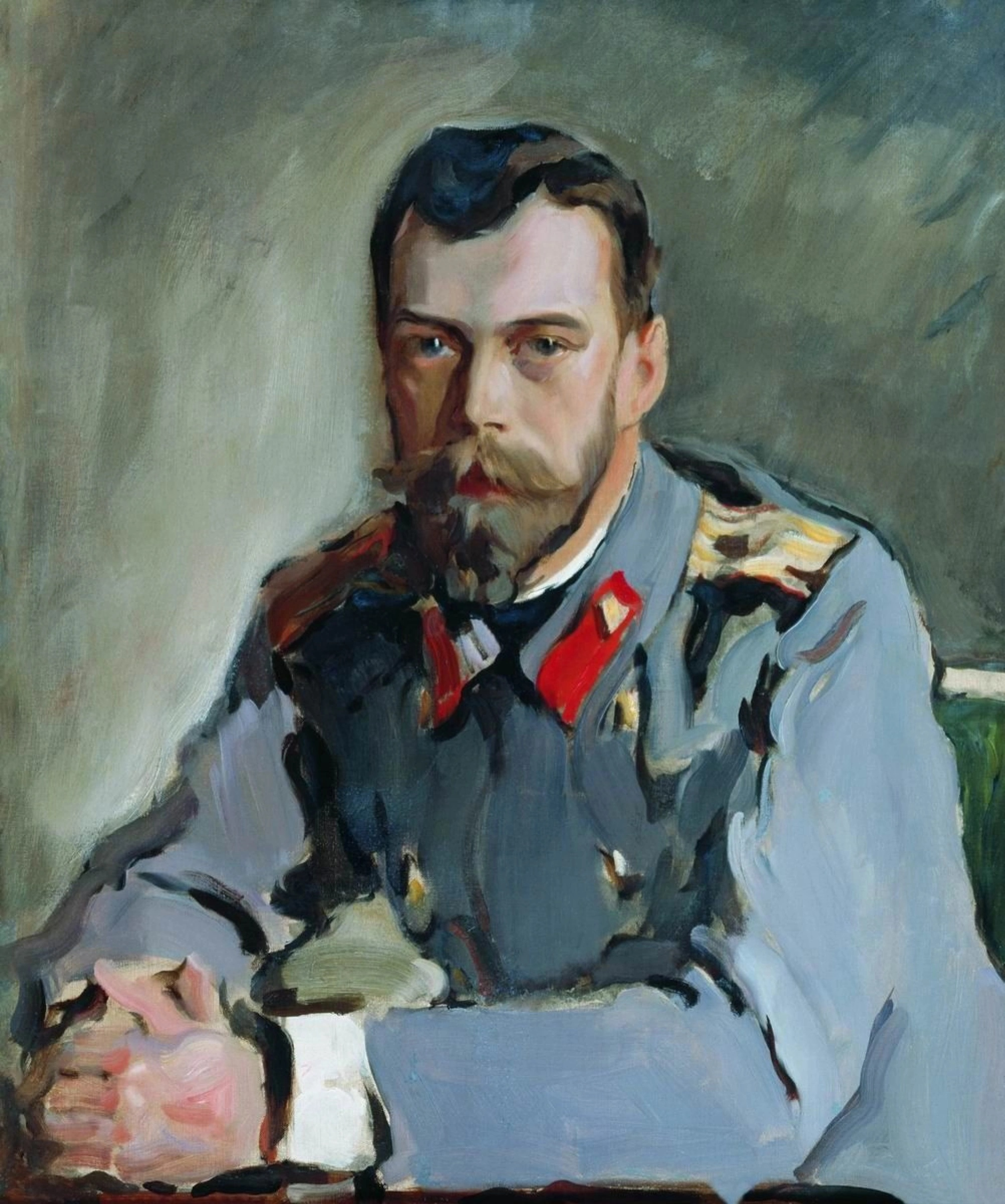
Микола II